# Phryxus (Goldschmied)
Phryxus (wahrscheinlich zu ergänzen Lucius [---]nius Phryxus) war ein römischer Goldschmied (aurifex) der im 1. bis 2. Jahrhundert in Oberitalien lebte.
Er ist einzig bekannt aus der Inschrift seines fragmentiert erhaltenen Grabsteins. Demnach war er der Freigelassene eines Lucius. Das fragmentierte Relief über der Inschrift zeigt ihn inmitten von vier Mitgliedern seiner Familie.
Die Inschrift wurde in einem Haus in Mirano wiederverwendet gefunden und befindet sich heute im Museo Provinciale in Torcello. Möglicherweise kommt sie aus Patavium (Pavia), zu dessen Territorium die Gegend in der Kaiserzeit gehörte.